# 王一志
王一志（1914年—？），原名王俊德，號獅山散人，山東諸城人，中華民國情報人員，到臺灣後，晚年在苗栗縣南鄉獅頭山勸化堂居住，成為登山家。

## 生平
王一志原名王俊德，1914年生於山東諸縣，哈爾濱法政大學就讀一年級後和表哥到日本求學，1938年回國參加抗戰，為立志抗日而改名「一志」，因精通日語而擔任情報員，為戴笠部屬，奉派上海從事敵後工作。期間，王一志曾遭遇日本憲兵隊求刑，由汪精衛政府救出。王一志於1949年從青島轉進到臺灣，留在中國大陸的家人則在大躍進期間遭害。

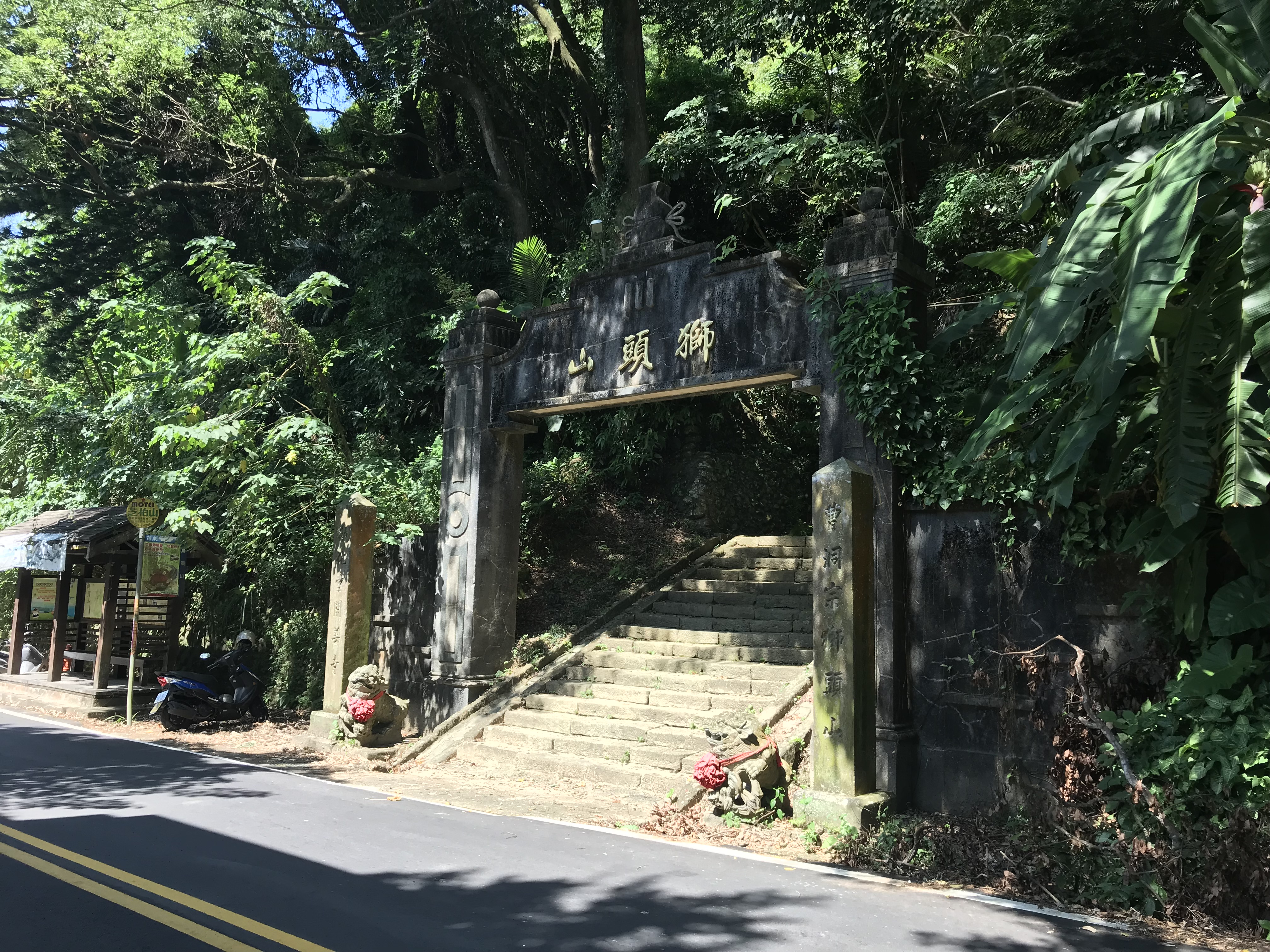
獅頭山登山口

1979年，王一志以六十五歲退役，最後服役地是苗栗團管區，官至上校。該年他開始以客卿身份居住於在獅頭山勸化堂，自號「獅山散人」，在此廟到擔任文書及對外連繫工作，並在獅頭山爬山結識山友張致遠。1992年據媒體報導，王一志除常去南鄉的加里山、鹿場大山外，也已登過玉山、南湖大山、馬拉邦山、奇萊山、中央尖山、大壩尖山、雪山、秀姑巒山、大武山等。王一志對台灣五岳行程中屬於較長的南湖大山未登而遺憾，於是1994年12月16日八十二歲的他與該年才遠征聖母峰的張致遠等一起登山。到2000年時，王一志依然還是攀登南湖大山最高齡的人。此外，他也曾捐款協建加里山、馬拉邦山的避難小屋。如加里山距山頂還有三分之一路程、海拔1650公尺處的避難小屋，正是他改建。
2000年5月19日，因王一志已身體不佳，由朋友陪伴巡視勸化堂周遭景物後，難過不捨下去大湖鄉鴻福山莊養老。約2004年，王一志住進新竹榮家，張致遠、文史工作者陳運棟、勸化堂董事長黃錦源等人會來看望他。2015年8月25日，國軍退除役官兵輔導委員會主任委員董翔龍至新竹榮民之家，頒發中華民國抗戰勝利紀念章給已過一百歲的王一志。